# Terence Newman
(en) Statistiques sur pro-football-reference
Terence Newman (né le 4 août 1978 à Salina) est un joueur américain de football américain. Il joue actuellement avec les Vikings du Minnesota.

## Enfance
Newman étudie à la Salina Central High School où il joue dans les équipes de football américain, basket-ball et baseball.

## Carrière

### Université
Il entre à l'université d'État du Kansas en 1998 et intègre les rangs de l'équipe de football américain de l'école, dirigée par Bill Snyder. Il commence à jouer pour les Wildcats à partir de 1999. Lors de sa dernière année, il est nommé All-American, remporte le Jim Thorpe Award et manque de peu le Bronko Nagurski Trophy.
En 2001 et 2002, il remporte le titre de champion de la conférence Big 12 sur 100 mètres avec des temps de 10,29 et 10,34 secondes.

### Professionnel
Terence Newman est sélectionné au premier tour du draft de la NFL de 2003 par les Cowboys de Dallas au cinquième choix. Il est positionné titulaire dès son arrivée à Dallas. Lors d'un match contre les Redskins de Washington, il intercepte trois passes, égalant le record de l'équipe. Newman continue dans les saisons suivantes à développer une bonne défense et Bill Parcells le nomme comme meilleur athlète de l'équipe. En 2006, il marque son premier touchdown, contre les Lions de Detroit, en retournant un punt.
Il est sélectionné pour le Pro Bowl 2007 après avoir fait quatre interceptions, cinquante tacles, trois fumbles provoqués et vingt-trois passes déviées. Il déclare forfait. Le 20 mai 2008, il signe une prolongation de contrat de six ans d'une valeur de 50,2 millions de dollars. Néanmoins, les saisons 2009 et 2010 sont inférieures à son niveau et ne réalise aucune interception en 2010 alors qu'il joue tous les matchs comme titulaire. Lors du camp d'entraînement 2011, il se blesse gravement et déclare forfait pour la saison 2011. Il est libéré par Dallas le 13 mars 2012.
Le 11 avril 2012, il signe avec les Bengals de Cincinnati.
Pour la saison 2015, il signe avec les Vikings du Minnesota et rejoint son ancien coach Mike Zimmer.

## Palmarès

### Football américain
- Vainqueur du Jim Thorpe Award 2002
- Rookie défensif de l'année 2003 pour la NFC
- Sélection pour le Pro Bowl 2007 et 2009
- Co-lauréat du Iron Award 2007
- Finaliste du Bronko Nagurski Award 2002

### Athlétisme
- Champion de la Conférence Big 12 du 100 mètres 2001 et 2002
- Champion de la Conférence Big 12 du 60 mètres (en salle) 2002